# Otto Heidkämper
Otto Heidkämper (Lauenhagen, 13 marzo 1901 – Bückeburg, 16 febbraio 1969) è stato un generale tedesco della Wehrmacht durante la seconda guerra mondiale.

## Biografia

### Prima guerra mondiale e periodo interbellico
Otto Heidkämper nacque a Lauenhagen il 13 marzo 1901. Si unì al Pionier-Ersatz-Bataillon 10 come cadetto, nell'estate del 1918, per poi passare al Hannoversches Pionier-Bataillon Nr. 10. Dopo la fine della prima guerra mondiale fu assunto nella Reichswehr, nella 1° compagnia del 6. (Preuß.) Pionier-Bataillon, dove fu nominato guardiamarina il 1° gennaio 1921. Il 1° aprile 1922 fu promosso tenente e poi Oberleutnant il 1º febbraio 1927. Dal 1º novembre dello stesso anno fu impiegato come aiutante di battaglione, sempre nella stessa unità; ha ricoperto questa posizione per i successivi cinque anni. Il 1 ° ottobre 1932 fu nominato aiutante dell'ufficiale ingegnere presso il Gruppenkommando 1 per un anno. Dall'autunno 1933 fu addestrato per lo stato maggiore generale presso l'accademia di guerra. Fu promosso capitano il 1° aprile 1934 e dall'estate del 1935 fu spostato nello stato maggiore dell'esercito. Dal 12 ottobre 1937 fu nominato capo della 3° compagnia del Pionier-Bataillon 19 e poi fu ritrasferito allo stato maggiore nell'estate del 1938; lì fu promosso maggiore il 1° agosto. La sua unità fu fatta comandante delle fortificazioni vicino ad Aquisgrana e da novembre fu assegnato a quello che in seguito divenne il comando generale delle truppe di frontiera dell'Eifel.

### Seconda guerra mondiale
Il 1° maggio 1939 fu trasferito allo stato maggiore della 2. Leichte-Division, che poi venne ribattezzata 7. Panzer-Division. Il 1º novembre 1940 fu promosso tenente colonnello e poi membro dello stato maggiore della 4. Panzer-Division. Il 7 marzo 1942 gli fu conferita la Croce d'oro tedesca ed all'inizio di aprile fu trasferito nella riserva. Il 13 maggio 1942 fu nominato capo di stato maggiore Generale del XXIV. Armeekorps, che fu poi ribattezzato XXIV. Panzerkorps. Nel marzo 1943 fu trasferito un'altra volta in riserva e ha poi assunto brevemente la guida della 4. Panzer-Division. All'inizio di maggio 1943 fu nominato capo di stato maggiore generale della 3. Panzerarmee e come tale, fu promosso a Generalmajor il 1º novembre 1943. Il 1º settembre 1944 divenne capo di stato maggiore dell'Heeresgruppe Mitte, dove fu promosso generalleutnant il 9 novembre 1944. Nel gennaio 1945 fu nominato capo di stato maggiore dell'Heeresgruppe Nord ed alla fine di gennaio fu nuovamente trasferito in riserva. Nell'aprile 1945 fu nominato comandante di sezione Geising ed il 27 aprile fu nominato comandante della Ausbildungs-Division 464. Dopo la resa divenne prigioniero di guerra americano, tuttavia fu presto liberato. Morì a Bückeburg il 16 febbraio 1969.